# François Saint-Pierre (avocat)
Pour les articles homonymes, voir François Saint-Pierre.
François Saint-Pierre, né le 15 avril 1960, est un avocat français.

## Biographie
Il consacre son activité d'avocat à la défense pénale depuis 1984.
Il est l'un des avocats de Jean-Marie et Christine Villemin, parties civiles dans la procédure rouverte devant la Cour d'appel de Dijon pour la recherche et l'identification du ou des auteurs de l'assassinat de leur enfant Gregory en octobre 1984,,.
Il est aussi l’avocat de Frédérique Muliava, militante indépendantiste kanak poursuivie à la suite des évènements de Nouvelle-Calédonie de juin 2024, ancienne directrice de cabinet du président du Congrès calédonien, dont il soutient l’innocence. 
Il assure aussi la défense de la société Air France dans le procès du crash de l’Airbus du vol Rio-Paris, survenu en 2009, relaxée par le Tribunal correctionnel de Paris le 17 avril 2023.
Il a été l'un des avocats du journal Le Monde, qu'il a par exemple défendu contre Michel Houellebecq dans le procès civil que lui avait intenté l'écrivain à la suite de la publication de son portrait par Ariane Chemin, ou contre François Fillon dans un procès pénal en diffamation,. Il l’a assisté de même en qualité de partie civile à la suite de violations du secret des sources de plusieurs journalistes, et a déposé une plainte en son nom en avril 2019 déclenchant l’affaire des « fichiers Monsanto » dans lesquels d’autres journalistes ainsi que des personnalités politiques avaient été fichés dans des conditions qu’il a dénoncées comme illégales. Il a obtenu par la Cour d’appel de Paris en septembre 2020 la relaxe de son ancien directeur Jean-Marie Colombani et du journaliste Franck Johannès poursuivis pour diffamation par deux juges d’instruction dans l’affaire Borrel, après avoir fait annuler leurs anciennes condamnations par la Cour de révision.
Il a été l'avocat de magistrats, notamment de Patrice Amar, procureur au Parquet national financier, et d'Édouard Levrault, ancien juge d’instruction au tribunal de Monaco, tous les deux mis en cause par le ministre de la Justice Dupond-Moretti puis exonérés de toute faute disciplinaire par le Conseil supérieur de la magistrature en septembre et octobre 2022 ,,,,. Il a été celui d'Isabelle Prévost-Desprez, magistrate, alors présidente du Tribunal correctionnel de Nanterre, poursuivie pour violation du secret professionnel dans l'affaire Bettencourt, qui a été relaxée par le Tribunal puis la Cour d'appel de Bordeaux en 2017,.
Il a été l'avocat de Maurice Agnelet, acquitté puis condamné dans l'affaire Le Roux, dont il avait obtenu la réouverture du procès en 2013 après la condamnation de la France par la Cour européenne des droits de l'homme. Il a auparavant assuré la défense de Michel Noir, ancien maire de Lyon, durant les années 1994 à 2004, poursuivi pour recel d'abus de biens sociaux et condamné.

## Publications
Il est l’auteur de la Pratique de défense pénale (LGDJ, 8ème édition 2025), et de cinq essais : 
- Trois procès extraordinaire. Récit, Deux magistrats et un ministre de la justice en procès (LGDJ, 2024) ;
- Un pays qui voudrait rester libre - Chronique d'une accoutumance sécuritaire (2015-2020) (Éditions Odile Jacob, 2021) ;
- Le droit contre les démons de la politique, (Éditions Odile Jacob, 2019)[25] ;
- Au nom du peuple français – Jury populaire ou juges professionnels ? ( Éditions Odile Jacob, 2013) ;
- Avocat de la défense ( Éditions Odile Jacob, 2009).

Il publie également régulièrement des articles sur les questions judiciaires .